# 伊赖
伊赖（法語：Irai，法語發音：[iʁɛ] ⓘ）是法国奥恩省的一个市镇，属于莫尔塔涅欧佩什区。

## 地理
伊赖（48°40'14"N, 0°41'45"E）面积14.85 平方千米，位于法国诺曼底大区奧恩省，该省份为法国西北部内陆省份，北起顺时针与卡爾瓦多斯省、厄尔省、厄尔-卢瓦省、萨尔特省、马耶讷省和芒什省接壤。
与伊赖接壤的市镇（或旧市镇、城区）包括：维特赖苏莱格勒、博略、克吕莱、莱萨斯普尔、图鲁夫尔欧佩什。

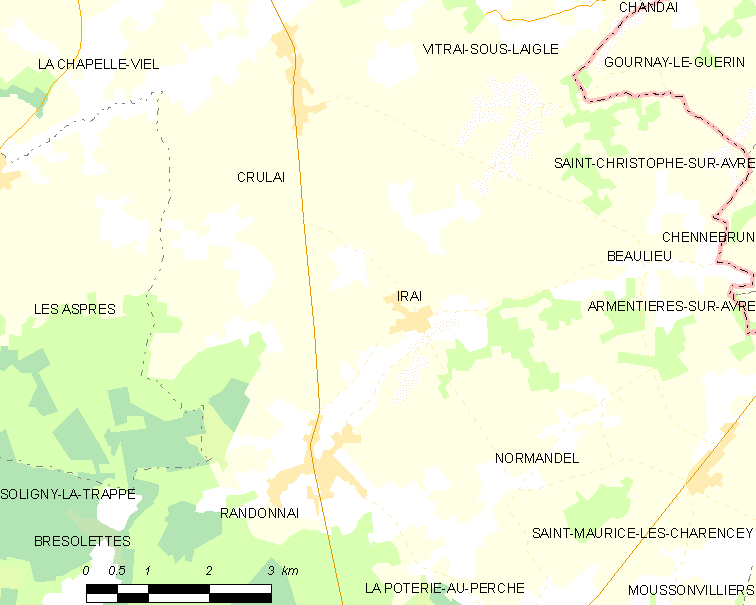
伊赖的OSM定位图

伊赖的时区为UTC+01:00、UTC+02:00（夏令时）。

## 行政
伊赖的邮政编码为61190，INSEE市镇编码为61208。

## 政治
伊赖所属的省级选区为图鲁夫尔欧佩什县。

## 人口

1962-2008年间伊赖人口变化图示

伊赖于2022年1月1日时的人口数量为609人。